# Jo Jones
Jo Jones, właśc. Jonathan David Samuel Jones, ps. „Papa” (ur. 7 października 1911 w Chicago, zm. 3 września 1985 w Nowym Jorku) – amerykański perkusista jazzowy. Innowator w zakresie techniki gry. Prawdopodobnie jako pierwszy perkusista przeniósł podawanie podstawy rytmu z bębna wielkiego na hi-hat. Był także pionierem gry miotełkami perkusyjnymi. Jako instrumentalista inspirował rzesze perkusistów swingowych i bebopowych, m.in. takich wirtuozów jak Louie Bellson, Buddy Rich, Kenny Clarke, Max Roach i Roy Haynes.

Dr Bruce H. Klauber: Skoro Max Roach i Kenny Clarke są uważani za ojców nowoczesnej gry na perkusji, to Jonathan „Jo” Jones musi być uznany za jej dziadka.

## Życiorys
Jego rodzicami byli Elizabeth i Samuel. Jo prawie od urodzenia przywykł do życia w drodze, jego ojciec bowiem był stoczniowcem i elektrykiem, często zmieniającym miejsce pobytu w poszukiwaniu zleceń u rzecznych armatorów. W dzieciństwie Jo mieszkał dłużej tylko w Pittsburghu i Alabamie.
Jego pierwszy kontakt z instrumentem muzycznym był dziełem przypadku i miał miejsce w nieprzyjemnych okolicznościach. Pięcioletni Jo uległ poparzeniom całego ciała i ojciec, chcąc sprawić przyjemność pozostającemu w łóżku synowi, kupił mu ukulele. Kiedy stan zdrowia chłopca się poprawił, ciotka zabrała go do cyrku braci Ringling (istniejącego do dzisiaj). Jo niemal „skamieniał”, słysząc donośny dźwięk bębna, na którym grał August Helmecke, były członek orkiestry Johna Sousy. Bęben basowy trafił mnie w żołądek i już nigdy nie pozbyłem się tego odczucia. To była moja indoktrynacja muzyczna. Wkrótce po wizycie w cyrku ciotka kupiła mu werbel. Jo uczył się grać na nim, chodząc po ulicach, a za swoje popisy na ogół otrzymywał od przechodniów słodycze.
Kiedy Jo miał 10 lat, jego ojciec zginął w wypadku na barce. Mająca kłopoty z utrzymaniem rodziny matka, była zmuszona umieścić syna w szkole dla sierot, w której Jo pobierał swoje pierwsze lekcje muzyki. Później uczył się w gimnazjum w Birmingham i szkole rolniczej w pobliżu Huntsville. Na prowadzonych w nich zajęciach dodatkowych nauczył się grać na trąbce, saksofonie i fortepianie. Nie sądziłem, że zostanę perkusistą, ale ćwicząc na tych wszystkich instrumentach, zawsze grałem na nich tak, jakby to były bębny. W wieku 13 lat Jo jeździł już w trasy z artystami wodewilowymi, występując na festynach, w cyrkach i przedstawieniach muzycznych. Grał na bębnach i instrumentach dętych, stepował i śpiewał. Kiedy dowiedział się, że perkusista jest najlepiej zarabiającym członkiem trupy, z którą wówczas występował, porzucił inne instrumenty i skupił się wyłącznie na grze na perkusji. Dzięki wrodzonemu talentowi bardzo szybko stał się nieprzeciętnym instrumentalistą, znajdując (w drugiej połowie lat 20.) zatrudnienie w takich orkiestrach jak The Dixie Ramblers, The Blue Devils (prowadzonej przez kontrabasistę Waltera Page’a) i The Bennie Moten Ensemble.
W 1931 dokonał swoich pierwszych nagrań, grając z Lloyd Hunter’s Serenaders oraz zespołem wokalistki bluesowej, Victorii Spivey. W lutym 1934 znalazł się w Kansas City, gdzie spotkał kolegów z rozwiązanych nieco wcześniej orkiestr Page’a i Motena. Jeden z nich, pianista Bill Basie, zaprosił do współpracy najzdolniejszych młodych muzyków z obu zespołów, dając w ten sposób początek jednemu z najlepszych big-bandów w dziejach jazzu, znanemu później jako Count Basie Orchestra. Jones grał w orkiestrze i mniejszych zespołach Basiego do 1948, ustalając swoją pozycję czołowego perkusisty ery swingu. W tym okresie i już w Nowym Jorku koncertował także i nagrywał z zespołem swojego przyjaciela, Lestera Younga oraz m.in. z Bennym Goodmanem i Billie Holiday. Ponadto zagrał w nominowanym do Oscara, krótkometrażowym filmie dokumentalnym, Jammin’ the Blues. W latach 1944–1946 odbył też służbę wojskową, którą zakończył w stopniu podporucznika piechoty U.S. Army.
Po odejściu z orkiestry Basiego Jones przez następne 10 lat był stałym członkiem grupy All Stars Normana Granza, koncertującej na całym świecie w ramach Jazz at the Philharmonic. Notabene, sam Basie i jego najsłynniejsi soliści również uczestniczyli w tym przedsięwzięciu. W przerwach między tournées regularnie występował z małymi zespołami w West End Café na Broadwayu. Jego gra przyciągała do klubu perkusistów, których liczne grono stanowili m.in. Max Roach i Roy Haynes. Dla części publiczności Jones stanowił również atrakcję pozamuzyczną. Był bowiem impulsywny i nie stronił od awantur, których powodem często były zaczepki ze strony niezbyt trzeźwych gości klubu.
W 1954 George Wein, słynny amerykański impresario i twórca festiwali jazzowych w Newport, zaproponował Jonesowi pełnienie roli „perkusisty-gospodarza domu” podczas pierwszego wydania imprezy. Po wieloletniej przerwie ponownie zagrał wtedy z Basiem i Youngiem. Przez szereg następnych lat Jones był stałą gwiazdą festiwalu, występując z plejadą najsłynniejszych muzyków, nie zawsze jazzowych. W 1958 pojawił się na estradzie z Chuckiem Berrym, żeby zagrać z nim przebój Sweet Little Sixteen, a następnie wystąpił z wokalistką i pianistką R&B, Big Maybelle, w utworze I Ain’t Mad at You. Jones był także częstym gościem alternatywnego festiwalu, Newport Rebels, organizowanego przez Charlesa Mingusa.
W latach 60. i 70. wiele nagrywał i występował, będąc aktywnym uczestnikiem nowojorskiej sceny jazzowej. Ponadto wspierał radą, a często także finansowo, młodych muzyków, co w połączeniu z długoletnią karierą sprawiło, że zyskał przydomek „Papa”. Choć z upływem lat jego popularność jako wykonawcy zmalała, niezmiennie cieszył się dużym szacunkiem w środowisku jazzowym. W lipcu 1973 jego występ zwieńczył zorganizowany w Central Parku koncert gwiazdorów perkusji, w którym wzięli udział m.in. Elvin Jones, Tony Williams, Max Roach, Art Blakey i Roy Haynes. Jeszcze jeden jego uczestnik, perkusista Charli Persip tak skomentował występ Jonesa: „Papa” Jo wyszedł na scenę z hi-hatem, stołkiem, pałkami i parą miotełek wystających z tylnej kieszeni spodni. Potem usiadł, zagrał i zgasił nas wszystkich. Zgasił nas samym hi-hatem! To było coś pięknego!
W latach 80. Jones doznał udaru mózgu i zmagał się z chorobą nowotworową, pomimo to jednak występował w weekendy w swojej ulubionej West End Café. W czerwcu 1984 zagrał jeszcze w Carnegie Hall podczas wielkiego koncertu poświęconego pamięci, zmarłego kilka miesięcy wcześniej, Counta Basiego. „Papa” Jo Jones umarł w Nowym Jorku 3 września 1985.

## Nagrody i wyróżnienia
- 1979 Wprowadzenie do Alabama Jazz Hall of Fame[6]
- 1985 NEA Jazz Masters Award[7]
- 1985 Wprowadzenie do The International Jazz Hall of Fame w Kansas City (Missouri)
- 1990 Wprowadzenie do The Big Band and Jazz Hall of Fame (Panteon Sław Big-bandów i Jazzu)

## Wybrana dyskografia
| - 1955/2010 The Jo Jones Special (Fresh Sound/Phantasm) - 1957/2007 The Oscar Peterson Trio with Sonny Stitt, Roy Eldridge and Jo Jones at Newport (Verve) - 1959 Jo Jones Plus Two (Vanguard) - 1960/2004 Jo Jones Sextet (Fresh Sound) - 1973/2008 The Drums (Jazz Odyssey/PID) - 1976/1995 The Main Man (Pablo/Original Jazz Classics) - 1985 Our Man, Papa Jo! (Denon Records) - 1995 The Essential Jo Jones (Vanguard) - 2004 Smiles (Black & Blue) - 2004 Jo Jones & Harry „Sweets” Edison (Grammercy) - 2005 Jo Jones • The Everest Years (Machete Music) - 2007 Teddy Wilson Trio with Jo Jones • Complete Recordings (Essential Media Group) - 2009 Jo Jones Trio (Essential Media Group) - 2009 Jo Jones and Milt Hinton • Percussion and Bass (Essential Media Group) - 2009 Jo Jones and His Orchestra • Vamp 'Til Ready (Essential Media Group) Z Colemanem Hawkinsem - 1957/1991 The Hawk Flies High (Riverside/Original Jazz Classics) | Z Countem Basiem - 1957/2007 Count Basie at Newport (Verve) - 1991 The Jazz Collector Edition • Count Basie Orchestra (Delta) - 1992 Count Basie • The Complete Decca Recordings 1937–1939 (3CD) (Verve) Z Lesterem Youngiem - 1953/1989 Lester Young Quartet • Live at Birdland (Banstand) - 1956/1991 The Jazz Giants (Verve/Polygram) Z Betty Carter i Rayem Bryantem - 1955 Meet Betty Carter and Ray Bryant (Epic) Z Rayem Bryantem - 1956 Ray Bryant Quartet (Epic) Z Artem Tatumem - 1956/1991 Art Tatum • Red Callender • Jo Jones (Pablo) Z Sonnym Stittem - 1956/2003 New York Jazz • The Sonny Stitt Quartet (Verve) Z Ellą Fitzgerald - 1960/1990 Ella at the Opera House (Verve) |

## DVD
- 2003 The Sound of Jazz (Quantum Leap)
- 2007 Norman Granz Presents Improvisations • Jammin’ the Blues (Eagle Rock Entertainment)